# OSI (groupe)
Pour l’article homonyme, voir OSI.
OSI est un groupe de metal progressif américain, originellement formé par le guitariste de Fates Warning Jim Matheos en 2002. Le chanteur et claviériste, Kevin Moore est le seul autre membre à plein temps. La collaboration peut être considérée comme un projet studio, du fait que les membres du groupe écrivent et composent leurs morceaux indépendamment, les partagent et les développent à longue distance, et qu'ils ne se regroupent que lorsque les enregistrements sont terminés et pour commencer le mixage et la finition. Le nom du groupe s'inspire de l'Office of Strategic Influence, une agence créée par le département de la Défense des États-Unis en 2001. Le groupe présente un bon nombre de musiciens invités sur ses albums, dont Steven Wilson, Mikael Åkerfeldt, Sean Malone, Joey Vera et Gavin Harrison.
Matheos recrute Moore et le batteur de Dream Theater, Mike Portnoy, pour jouer sur ce qui était à la base prévu être l'album solo de Matheos. Matheos et Portnoy planifient initialement un album de metal progressif similaire aux morceaux effectué par Matheos dans le groupe Fates Warning. Moore change de direction musicale, mélangeant electronica et metal progressif. Le premier album du groupe, Office of Strategic Influence, est distribué au label InsideOut Music en 2003.

## Biographie

### Formation etOffice of Strategic Influence(2002–2003)

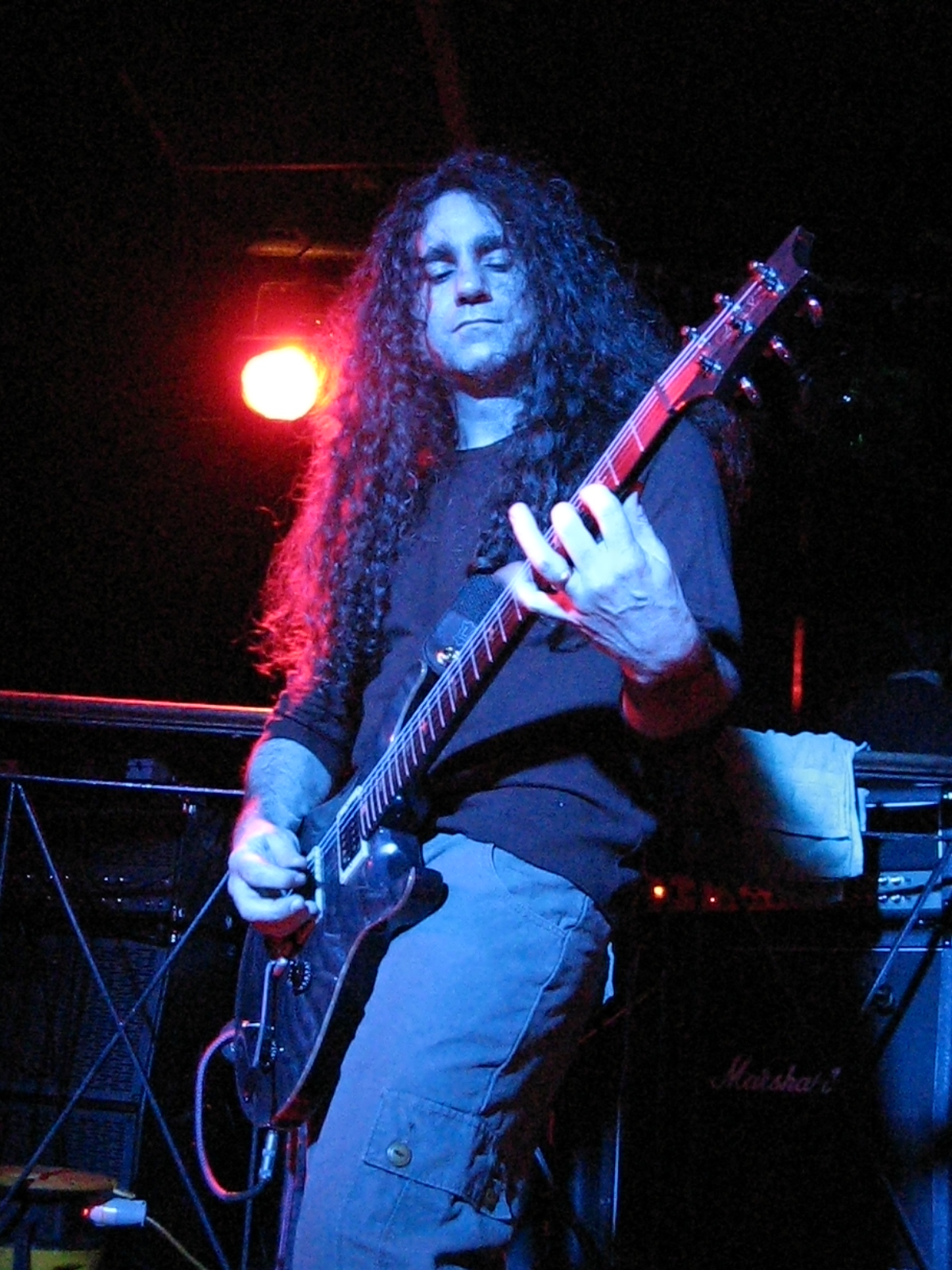
Jim Matheos, fondateur d'OSI.

Le guitariste de Fates Warning, Jim Matheos, tente à la base de créer un supergroupe de metal progressif à la période durant laquelle Fates Warning est inactif. Il recrute l'ex batteur de Dream Theater, Mike Portnoy, pour travailler sur ce projet,,. Matheos demande ensuite au claviériste de Chroma Key, Kevin Moore, sa contribution aux morceaux de claviers qu'il avait composé. Moore, à la place, édite tous les morceaux, change les structures musicales et y ajoute du chant. Matheos décide d'emprunter une direction musicale différente, plus inspirée de Chroma Key que du metal progressif classique,.
De nombreux chanteurs devraient participer à l'album ; Matheos et Portnoy ont l'idée de faire chanter chaque chanteur différent sur chaque piste. Daniel Gildenlöw de Pain of Salvation écrit certaines mélodies et paroles vocales, mais c'est finalement Moore qui écrit et chante tout,. Steven Wilson de Porcupine Tree écrit et chante les paroles sur une chanson. Le bassiste de Cynic et Gordian Knot, Sean Malone, joue les morceaux de basse, mais cependant crédité comme musicien.
Matheos, Moore et Portnoy enregistrent l'album aux Carriage House Studios de Stamford (Connecticut) du 2 au 9 juin 2002. Les chansons ont une forte influence metal progressif dont les paroles sont principalement écrites par Matheos, tandis que Moore s'est principalement occupé des chansons au chant. Portnoy a fait quelques petites suggestions dans l'arrangement des compositions, mais ses idées ne sont pas retenues. Moore et Portnoy enregistrent l'album pour la première fois depuis leur collaboration en 1994 dans le groupe Dream Theater. En 2009, Portnoy explique que la session d'enregistrement a été dure, et exprime sa frustration quant au manque de collaboration entre lui et Moore.
InsideOut Music fait paraître Office of Strategic Influence le 17 février 2003. Moore choisit le nom du groupe et le titre de l'album, s'inspirant de l'Office of Strategic Influence, une agence créée par le département de la Défense des États-Unis en 2001 après les attentats du 11 septembre. L'album est bien accueilli par la presse spécialisée. Les critiques félicitent le talent des musiciens et la différence musicale de l'album par rapport à leurs précédents projets,,,.

### FreeetBlood(2005–2009)

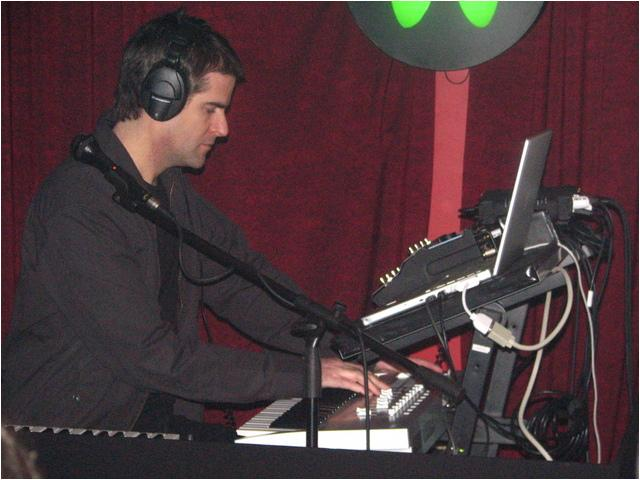
Kevin Moore, en 2007.

Matheos et Moore ne planifient, pour le moment, pas un second album d'OSI, et repartent en studio pour compléter leurs compositions. En 2005, du fait qu'ils aient du temps libre devant eux, les deux décident de se projeter dans un second album. Joey Vera (également membre de Fates Warning) joue de la basse sur l'album. Portnoy expliquait à Matheos et Moore qu'il ne voulait pas jouer les morceaux de batterie sur l'album, et les persuade de le laisser participer à l'album en tant que musicien de session.
Free est commercialisé le 24 avril 2006 et bien accueilli par la presse spécialisée. Les critiques félicitent l'ambiance plus dark et avec une présence plus marquée du clavier par rapport aux premières chansons du groupe,. re:free, un EP présentant les remixes de trois musiques de l'album Free, est commercialisé le 24 octobre 2006. Le groupe part en tournée promotionnelle pour Free. En septembre 2008, Moore poste une mise à jour sur le site Internet de Chroma Key, expliquant que lui et Matheos étaient en trai nde travailler sur un troisième album OSI. Portnoy est remplacé par le batteur de Porcupine, Gavin Harrison, et Matheos joue de la basse sur l'album. Le chanteur et guitariste d'Opeth, Mikael Åkerfeldt, et le chanteur de No-Man Tim Bowness écrivent leurs paroles et chantent sur deux chansons chacun,.
Blood est commercialisé le 29 avril 2009 en Europe, et le 19 mai en Amérique du Nord. L'album est positivement accueilli,.

### Fire Make Thunder(2010–2012)
En 2010, OSI signe au label Metal Blade Records. Le label fait de nouveau paraître Office of Strategic Influence le 28 septembre 2010. Le quatrième album d'OSI, Fire Make Thunder est commercialisé le 27 mars 2012.

## Style musical
Moore décrit le son du groupe comme « une nouvelle approche du rock progressif, » mélangeant les éléments sonores du metal progressif et de l'electronica. Moore considère les deux genres « presque comme des ennemis » et que ce conflit « rend la musique intéressante. » Matheos cite des groupes rock progressif et de heavy metal comme Genesis, Jethro Tull, Black Sabbath et UFO en tant qu'influences. Moore s'inspire des musiciens de techno minimale, de musiques expérimentale et électronique, et des « groupes qui jouent sur scène et qui savent se la donner. »

## Membres

### Membres actuels
- Jim Matheos (Fates Warning) – guitare, basse (depuis Blood), clavier, programmation
- Kevin Moore (Chroma Key, ex membre de Dream Theater) – chant, clavier, programme

### Anciens membres
- Mike Portnoy (membre de Dream Theater) – batterie sur Office of Strategic Influence

### Musiciens invités
- Gavin Harrison (Porcupine Tree) – batterie sur Blood et Fire Make Thunder
- Sean Malone (Gordian Knot, Cynic) – basse, Chapman Stick sur Office of Strategic Influence
- Joey Vera (Fates Warning) – basse sur Free
- Steven Wilson (Porcupine Tree) – chant sur la chanson shutDOWN dans l'album Office of Strategic Influence
- Tim Bowness (No-Man) – chant sur la chanson No Celebrations dans l'album Blood
- Mikael Åkerfeldt (Opeth) – chant sur la chanson Stockholm dans l'album Blood

## Discographie
- 2003 : OSI
- 2006 : Free
- 2009 : Blood
- 2012 : Fire Make Thunder